# La Cerise
Pour les articles homonymes, voir Cerise (homonymie).
Albums de Matmatah
...and Times Goes Friendly
(2006) Bande à part
(2008)
La Cerise est le quatrième album studio du groupe breton Matmatah, sorti en mars 2007. Une édition limitée a été éditée avec en bonus un CD intitulé 28, Capucines, enregistré en live à l'Olympia le 31 octobre 2005. L'album s'est classé à la 24e place des charts français.

## Historique et enregistrement
Après la tournée Archie Kramer, le groupe commence à travailler à partir du printemps 2006 sur de nouvelles chansons pour le prochain album, puis se rendent au studio Vega à Carpentras dans le Vaucluse au mois d'août avec le producteur Thierry Garacino et l'ingénieur du son Scott Greiner. Le producteur souhaite retrouver l'énergie de la scène et mettre en avant la personnalité des musiciens et incite le groupe à enregistrer dans des conditions live sans ajouts.
Si le groupe accepte ce retour au rock simple avec la formation deux guitares-une basse-une batterie, l'objectif initial ne sera pas respecté, puisque, une fois les sessions rythmiques enregistrées, le groupe retournera à Brest dans son studio La Datcha pour des nouvelles sessions studios jusqu'au mois de novembre. Là-bas, ils feront de nombreux ajouts d'instruments sur leurs chansons et feront intervenir d'autres musiciens dont le trompettiste Philippe Champion, le multi-instrumentiste Nobby Clarke ou encore le pianiste Jacky Bouilliol. Ce dernier est engagé après que le groupe l'a vu jouer en concert dans sa formation pour l'enregistrement du piano cubain de la chanson La Serpeta del Barrio et a participé à d'autres chansons de l'album. A la fin de l'enregistrement, le mixage est réalisé par Scott Greiner dans les studios Apollo à Courbevoie et Capitol à Paris.
Après la sortie de l'album, le groupe se lance dans une nouvelle tournée, au cours de laquelle Matmatah connaitra une première séparation en raison de divergences artistiques importantes. En décembre 2007, le lendemain des derniers concerts de la tournée, le groupe enregistre l'EP Bande à part, puis donnera une dernière série de concerts l'été 2008 dans l'ouest de la France et se dissout. La formation se reformera durant la seconde moitié de la décennie suivante et l'album suivant sera Plates coutures en 2017.

## Caractéristiques artistiques
À l'origine conçu pour être un album de retour aux sources à un rock brut. Les guitares s'y font plus présentes et beaucoup plus agressives ; certains titres sont du hard rock pur, quelquefois mâtinés de touches très punky. Des ballades contrebalancent l'agressivité par la douceur des voix (chœurs aériens) et des arrangements (cordes, claviers). L'album se retrouve hétérogène et varié, allant de la pop (Entrez dans ce lit) au punk rock (Now We Have a Pen) en passant par le blues (Pony the Pra) et le mambo (La Serpeta del Barrio), rendu possible grâce à la présence de musiciens supplémentaires comme le trompettiste Philippe Champion, le multi-instrumentiste Nobby Clarke ou encore le pianiste Jacky Bouilliol. Leurs apports ne sont pas négligeables, en particulier le piano cubain de Jacky sur l'enregistrement de La Serpeta del Barrio. Le groupe apporte également à l'album une couleur "vintage" proche des années 1970 en ajoutant les claps de mains ce qui ajoute plus de profondeur et de légèreté au son, comme l'expliquent Tristan Nihouarn et Eric Digaire en interview : 
« - Les claps de mains apportent une fraîcheur, un côté organique. Ça réhumanise un peu. Les Stooges faisaient beaucoup ça : ils étaient très électriques et ajoutaient quelques touches pour rendre ça plus ludique. On aime bien s'amuser avec ça : apporter aux textes un peu sombres un contre-pied musical plus léger, plus frais. Même si ça semble anachronique, ça colle bien. (Stan)

- Ça nous a toujours plu, la musique qui arrive en contre-pied du texte. Il y a des groupes français qui estiment que si le texte est sombre, la musique doit l'être aussi. Mais si on ne fait que ça, c'est à se tirer une balle à la fin. A l'inverse, nous on préfère dédramatiser le texte avec une musique totalement décalée. C'est rigolo. Ça donne une profondeur, un second degré. (Eric) »

## Analyse des paroles
Une partie des thèmes des paroles sont dans la continuité de ceux présents sur Archie Kramer. Now We Have a Pen est la suite de la chanson Alzheimer, comme l'explique Tristan Nihouarn en interview : 
« C'est sûrement lié au contexte international. On a eu beau faire « Alzheimer » sur le précédent disque, il y a toujours la guerre. Et c'est même pire aujourd'hui. Alors on remet une couche. Ça peut paraître facile ou démago, mais en même temps, c'est une évidence. Et on avait envie de le dire. »
La chanson La cerise est une critique sur la religion et une réflexion sur les incertitudes, comme explique Tristan Nihouarn en interview : 
« Ça faisait longtemps que je voulais écrire sur la religion. Mais cette chanson a été composée bien avant les polémiques sur les caricatures. De toute façon, des polémiques, il y en a toujours eu. Mais « La cerise », c'est plus une réflexion sur les incertitudes. On ne peut savoir s'il y a ou pas quelque chose après la mort. Donc on interroge notre conscience. Plus que la religion en elle-même, on évoque les doutes sur l'existence de quelque chose après la mort. »
La chanson Pony the Pra est un blues que le groupe n'a jamais joué auparavant, dont le texte est une adaptation du poème éponyme de Jack Kerouac, connu pour avoir influencé la contre-culture des années 1960 : 
« Je suis tombé sur Book of blues de Jack Kerouac, un recueil de « chorus » (comme il les appelle) qui sont en quelque sorte des poèmes. En lisant le poème Pony the Pra, l'idée m'est venue de le mettre en musique. Et je trouvais que ça sonnait vraiment blues. Le texte de Kerouac est en intégralité dans le dernier couplet de la chanson. J'ai écrit les deux premiers couplets. Je les ai montrés aux Américains et ils ont donné leur accord. Alors on l'a fait. Ce qui est marrant dans cette histoire, c'est que le poème a été écrit en anglais par Jack Kerouac, auteur américain aux origines bretonnes. Et aujourd'hui, son texte est repris en anglais et montré aux Américains par des Bretons. Le parallèle est amusant. Pour la musique, on a choisi de faire un blues parce qu'on aime ça depuis toujours. Or c'est vrai qu'on en a rarement fait. Mais maintenant, on est assez adultes pour faire du blues (sourire). »

## Réception
Dans l'émission On a tout essayé, Jean-Bernard Hebey critique vivement l'album.

## Pistes de l'album
| 1.  | La Cerise              | 3:35 |
| 2.  | Crépuscule Dandy       | 3:50 |
| 3.  | She's Had a Hold on Me | 2:50 |
| 4.  | Le Festin de Bianca    | 3:12 |
| 5.  | Entrez dans ce lit     | 3:57 |
| 6.  | La Serpeta del Barrio  | 2:39 |
| 7.  | Et tourne le compteur  | 3:08 |
| 8.  | Basta les aléas        | 3:12 |
| 9.  | Now We Have a Pen      | 3:47 |
| 10. | Pony the Pra           | 3:59 |
| 11. | La Fleur de l'âge      | 5:02 |

### Édition deluxe
Le second disque comporte un album live intitulé 28, Capucines retraçant le concert de Matmatah à l'Olympia à Paris en 2006 issue de la précédente tournée.
| 1.  | Prologue                             | 1:43 |
| 2.  | La Dernière Aventure d'Archie Kramer | 3:01 |
| 3.  | Casi El Silencio                     | 2:55 |
| 4.  | Quelques sourires                    | 3:51 |
| 5.  | Gotta Go Now                         | 4:00 |
| 6.  | Alzheimer                            | 5:31 |
| 7.  | Au conditionnel                      | 4:52 |
| 8.  | Il fait beau sur la France           | 4:32 |
| 9.  | Eggoworld                            | 4:37 |
| 10. | Anita                                | 5:14 |
| 11. | Broke Lover                          | 7:34 |
| 12. | See Me, Feel Me (The Who)            | 6:45 |
| 13. | Emma                                 | 4:42 |

## Personnel
Crédités : 

### Matmatah
- Tristan Nihouarn : chant, guitare, piano, claviers, percussion
- Eric Digaire : basse, piano, claviers, choeurs
- Cédric Floc'h : guitare, choeurs
- Benoît Fournier : batterie, percussion, guitare, claviers

### Musiciens additionnels
- Rémy Galichet : choeurs sur Entrez dans ce lit
- Vanessa Jean : violon sur Entrez dans ce lit
- Jacky Bouilliol : piano sur La Serpeta del Barrio
- Ben Kaczmareck : mélodéon sur Basta les aléas
- François Michaud : violon sur Basta les aléas
- Manfred Kovacic : clarinette sur La fleur de l'âge
- Philippe Champion : trompette sur La fleur de l'âge

### Équipe technique
- Scott Greiner : mixage
- Thierry Garacino : production, ingénieur du son
- Eric Digaire : assistant ingénieur du son